# Liste der Monuments historiques in Champdolent
Die Liste der Monuments historiques in Champdolent führt die Monuments historiques in der französischen Gemeinde Champdolent auf.

## Liste der Bauwerke
| Bezeichnung      | Beschreibung                  | Standort | Kennzeichnung | Schutzstatus | Datum | Bild           |
| ---------------- | ----------------------------- | -------- | ------------- | ------------ | ----- | -------------- |
| Kirche St-Pierre | Erbaut im 12./13. Jahrhundert | (Lage)   | PA00104642    | Inscrit      | 1925  | weitere Bilder |

## Liste der Objekte

### Kirche St-Pierre
| Bezeichnung                          | Beschreibung                     | Standort | Kennzeichnung | Schutzstatus | Datum | Bild |
| ------------------------------------ | -------------------------------- | -------- | ------------- | ------------ | ----- | ---- |
| Statue Madonna und Kind              | Stein, 18. Jahrhundert           | (Lage)   | PM17002557    | Inscrit      | 2013  |      |
| Prozessionskreuz                     | Kupfer, um 1800                  | (Lage)   | PM17001760    | Inscrit      | 1994  |      |
| Zwei Kredenzen                       | Holz, 18. Jahrhundert            | (Lage)   | PM17000061    | Classé       | 1984  |      |
| Grabstein für Marie-Thérèse Chovet   | 1745                             | (Lage)   | PM17001336    | Inscrit      | 1983  |      |
| Gemälde Christus und die Samariterin | Öl auf Leinwand, 19. Jahrhundert | (Lage)   | PM17001335    | Inscrit      | 1983  |      |